# سيلوميلان
السيلوميلان هي مجموعة معدنية من أكاسيد المنغنيز تتضمن الهولانديت Hollandite والرومانشيت Romanèchite. يتكون السيلوميلان كيميائياً من أكسيد المنغنيز المائي مع وجود نسب متفاوتة من الباريوم والبوتاسيوم؛ ويطلق عليه أحياناً اسم «الهيماتيت الأسود».
يشتق اسمه من الإغريقية، ويعني اسمه المعدن الأسود الناعم.